# Branden Troock
Branden Troock (* 20. März 1994 in Edmonton, Alberta) ist ein kanadischer Eishockeyspieler, der seit Juli 2025 beim HKM Zvolen aus der slowakischen Extraliga unter Vertrag steht. Der Flügelstürmer spielte zuvor hauptsächlich in der American Hockey League (AHL) und der ECHL und der HockeyAllsvenskan in Schweden.

## Karriere
Nach Anfängen in seiner kanadischen Heimat wurde Branden Troock beim Draft der Western Hockey League (WHL) bereits in der ersten Runde von den Seattle Thunderbirds ausgewählt. Nachdem er noch in der Saison 2009/10 die ersten Spiele für seinen neuen Club absolviert hatte, fiel er für die folgende Spielzeit ganzjährig aus. Nach einem Check aus dem Oktober 2009 litt er unter hartnäckigen Kopfschmerzen, die aus einer Verletzung im Nacken resultierten. Erst eine Therapie per Akupunktur erzielte Wirkung, so dass er seine Karriere ab der Saison 2011/12 fortsetzen konnte. Im Februar nahm er am CHL Top Prospects Game teil. Zudem wurde er in die kanadische Nationalmannschaft berufen, die an der U18-Junioren-Weltmeisterschaft 2012 teilnahm und die Bronzemedaille errang.
Im Sommer 2012 sicherten sich die Dallas Stars aus der National Hockey League (NHL) in der fünften Runde des NHL Entry Drafts die Rechte an Troock. Im April 2014 schloss er einen dreijährigen Entry Level Contract mit den Stars ab und kam zunächst bei den Texas Stars, dem Farmteam in der American Hockey League (AHL), zum Einsatz. Noch in der Saison 2013/14 absolvierte er ein Hauptrunden- und ein Playoff-Spiel für das AHL-Team, das später den Calder Cup gewann, sodass auch der Flügelstürmer als Titelträger angesehen wird. In den folgenden beiden Jahren spielte er überwiegend in der AHL, wurde vereinzelt aber auch zu den Idaho Steelheads in der ECHL beordert.
Nachdem Troock in der Saison 2016/17 erstmals häufiger in der schwächeren der beiden Minor Leagues aufgelaufen war, gaben ihn die Stars im Februar 2017 an die Arizona Coyotes ab. Gemeinsam mit Brendan Ranford wurde er gegen Justin Peters und Justin Hache ausgetauscht. Damit begann für den Kanadier eine Zeit zahlreicher Vereinswechsel. Die Spielzeit 2016/17 beendete er beim Coyotes-Farmteam Tucson Roadrunners in der AHL, bei dem sein Kontrakt nach Saisonende aber nicht verlängert wurde. Er wechselte zu den Greenville Swamp Rabbits in die ECHL. Im Dezember 2017 absolvierte er eine Partie bei Hartford Wolf Pack in der AHL, wo er sich aber nicht für weitere Einsätze empfehlen konnte. Im März 2018 wurde Troock an die Atlanta Gladiators abgegeben, die ihn genau ein Jahr später im Tausch mit John Furgele zu den Maine Mariners transferierten. Im Sommer 2019 wechselte er zu Toledo Walleye, die ihn im Januar 2020 zu den South Carolina Stingrays abgaben, die im Gegenzug Jonathan Charbonneau und Dylan Zink erhielten. Einen Monat später unterzeichnete er einen Vertrag bei den Cleveland Monsters, für die er elf Partien in der AHL absolvierte.
Inmitten der COVID-19-Pandemie fand Troock in der Saison 2020/21 kein neues Team. Im August 2021 schloss er sich schließlich den Allen Americans an, bevor er sich im Sommer 2022 dazu entschied, seine Karriere in Europa fortzusetzen. Nach jeweils einem Jahr beim HC 05 Banská Bystrica in der slowakischen Extraliga und AIK in der HockeyAllsvenskan wurde er im Mai 2024 von den Iserlohn Roosters aus der Deutschen Eishockey Liga (DEL) verpflichtet, wo er – wie schon in der Slowakei – bis zu dessen Entlassung von Doug Shedden trainiert wurde. Im Sommer 2025 wechselte der Kanadier zum HKM Zvolen zurück in die Extraliga.

## Erfolge und Auszeichnungen
- 2012 Teilnahme am CHL Top Prospects Game
- 2012 Bronzemedaille bei der U18-Junioren-Weltmeisterschaft
- 2014 Calder-Cup-Gewinn mit den Texas Stars

## Karrierestatistik
Stand: Ende der Saison 2024/25

### International
Vertrat Kanada bei:
- U18-Junioren-Weltmeisterschaft 2012

(Legende zur Spielerstatistik: Sp oder GP = absolvierte Spiele; T oder G = erzielte Tore; V oder A = erzielte Assists; Pkt oder Pts = erzielte Scorerpunkte; SM oder PIM = erhaltene Strafminuten; +/− = Plus/Minus-Bilanz; PP = erzielte Überzahltore; SH = erzielte Unterzahltore; GW = erzielte Siegtore; 1 Play-downs/Relegation; Kursiv: Statistik nicht vollständig)